# The Gold Experience
A The Gold Experience Prince tizenhetedik stúdióalbuma, amelyet a "Love Symbol" név alatt 1995. szeptember 26-án adott ki az NPG Records.
Az album producere Prince volt, és a hatodik helyig jutott a Billboard 200-on. A The Gold Experience második helyet érte el a US Top R&B Albums slágerlistán. A "The Most Beautiful Girl in the World", az "I Hate U", és a "Gold" kislemezek a Billboard Hot 100-on 3., 12. és 88. helyig jutottak.

## Fogadtatás
A The Gold Experience-ből 500 ezer példány kelt el és hatodik helyig jutott a Billboard 200-on, amellyel nem érte el a kiadó elvárásait. Jason Draper szerint ennek okai lehettek, hogy Prince elkezdte elveszíteni a fiatal hallgatókat, illetve a küzdelme a Warner Bros. ellen.
Ennek ellenére a kritikusok pozitívan fogadták az albumot, a Melody Maker az elmúlt évek legjobb Prince-albumának nevezte, a Vibe szerint pedig a legjobb az 1987-es Sign o' the Times óta.
A The Gold Experience-et az év 30. legjobb albumának nevezte a Pazz & Jop (The Village Voice). Christgau pedig a tizedik helyre helyezte. Keith Harris az 1990-es évek legjobb Prince-albumának nevezte.
A "Billy Jack Bitch"-et nagy eséllyel a Minneapolis Star Tribune "CJ" írójáról írt. Mikor CJ találkozott a zenésszel, ő cáfolta ezt.

## Számlista
Az összes dal szerzője Prince, kivéve ahol máshogy feltüntetve.. 
|     | Cím                                          | Hossz |
| --- | -------------------------------------------- | ----- |
| 1.  | P Control (eredeti címén "Pussy Control")    | 5:59  |
| 2.  | NPG Operator                                 | 0:10  |
| 3.  | Endorphinmachine                             | 4:07  |
| 4.  | Shhh                                         | 7:18  |
| 5.  | We March (Prince, Nona Gaye)                 | 4:49  |
| 6.  | NPG Operator                                 | 0:16  |
| 7.  | The Most Beautiful Girl in the World         | 4:25  |
| 8.  | Dolphin                                      | 4:59  |
| 9.  | NPG Operator                                 | 0:18  |
| 10. | Now                                          | 4:30  |
| 11. | NPG Operator                                 | 0:31  |
| 12. | 319                                          | 3:05  |
| 13. | NPG Operator                                 | 0:10  |
| 14. | Shy                                          | 5:04  |
| 15. | Billy Jack Bitch (Prince, Michael B. Nelson) | 5:32  |
| 16. | 👁 Hate U                                     | 5:54  |
| 17. | NPG Operator                                 | 0:44  |
| 18. | Gold                                         | 7:23  |

| 19. | 👁 Hate U (extended remix)                     | 6:17 |
| 20. | 👁 Hate U (LP version)                         | 6:08 |
| 21. | 👁 Hate U (quiet night mix)                    | 3:56 |
| 22. | 👁 Hate U (kislemez verzió, gitárszólóval)     | 4:25 |
| 23. | 👁 Hate U (kislemez verzió, gitárszóló nélkül) | 3:48 |

## Közreműködők
- Prince – ének, hangszerek
- Tommy Barbarella, Mr. Hayes – billentyűk (3, 4, 8, 12, 15, 16, 18)
- Sonny T. – basszusgitár (3, 4, 8, 12, 15, 16, 18), háttérének (5)
- Michael Bland aka "Michael B." – dobok (3, 4, 8, 12, 15, 16, 18)
- Ricky Peterson – billentyűk (5, 7, 12, 16, 18)
- Kirk Johnson – dob programozás (5)
- James Behringer – további gitár (7)
- Brian Gallagher – tenor szaxofon (10, 12, 15)
- Kathy Jensen – bariton szaxofon (10, 12, 15)
- Dave Jensen, Steve Strand – trombita (10, 12, 15)
- Michael B. Nelson – harsona (10, 12, 15), kürt hangszerelés (15)
- Nona Gaye – vokál (5)
- Lenny Kravitz – háttérének (15)
- Mayte – beszéd (1, 5)
- Rain Ivana (NPG Operator) – hang (2, 6, 9, 11, 13, 15-18)

## Kislemezek
| Cím                                    | Slágerlista | Slágerlista | Slágerlista | Slágerlista |
| Cím                                    | US          | US R&B      | UK          | AUS         |
| -------------------------------------- | ----------- | ----------- | ----------- | ----------- |
| "The Most Beautiful Girl in the World" | 3           | 2           | 1           | 1           |
| "Eye Hate U"                           | 12          | 3           | 20          | –           |
| "Gold"                                 | 88          | 92          | 10          | –           |

## Slágerlisták
| Slágerlista (1995)                     | Legmagasabb pozíció |
| -------------------------------------- | ------------------- |
| Ausztrál Albumok (ARIA)                | 13                  |
| Osztrák Albumok (Ö3 Austria)           | 28                  |
| Belga Albumok (Ultratop Flanders)      | 5                   |
| Dán Albumok (Hitlisten)                | 8                   |
| Holland Albumok (Album Top 100)        | 3                   |
| Finn Albumok (Suomen virallinen lista) | 24                  |
| Német Albumok (Offizielle Top 100)     | 24                  |
| Norvég Albumok (VG-lista)              | 12                  |
| Spanyol Albumok (AFYVE)                | 17                  |
| Svéd Albumok (Sverigetopplistan)       | 11                  |
| Svájci Albumok (Schweizer Hitparade)   | 7                   |
| UK Albums (OCC)                        | 4                   |
| US Billboard 200                       | 6                   |
| US Top R&B/Hip-Hop Albums (Billboard)  | 2                   |

| Slágerlista (1995)                    | Pozíció |
| ------------------------------------- | ------- |
| Belga Albumok (Ultratop Flanders)     | 85      |
| Holland Albumok (Album Top 100)       | 87      |
| US Top R&B/Hip-Hop Albums (Billboard) | 88      |

## Minősítések
| Régió                    | Minősítés | Példányszám |
| ------------------------ | --------- | ----------- |
| Egyesült Királyság (BPI) | Arany     | 100,000     |
| Egyesült Államok (RIAA)  | Arany     | 500,000     |